# Tulasnella allantospora
Tulasnella allantospora é uma espécie de fungo pertencente à família Tulasnellaceae.